# Кленовая (Тарногский район)
Кленовая — деревня в Тарногском районе Вологодской области.
Входит в состав Маркушевского сельского поселения, с точки зрения административно-территориального деления — в Раменский сельсовет.
Расстояние до районного центра Тарногского Городка по автодороге — 33 км, до центра муниципального образования Заречья по прямой — 19 км. Ближайшие населённые пункты — Дор-Сухонский, Раменье, Монастырская.
По переписи 2002 года население — 93 человека (41 мужчина, 52 женщины). Всё население — русские.